# Deronectes brannanii
Deronectes brannanii är en skalbaggsart som först beskrevs av Ludwig Wilhelm Schaufuss 1869.  Deronectes brannanii ingår i släktet Deronectes och familjen dykare. Inga underarter finns listade i Catalogue of Life.